# الكنز الوطني: كتاب الأسرار
الكنز الوطني: كتاب الأسرار (بالإنجليزية: National Treasure: Book of Secrets) هو فيلم حركة تم إنتاجه في الولايات المتحدة سنة 2007. الفيلم من إخراج جون تيرتلتوب. وهو الجزء الثاني من فيلم فيلم الكنز الوطني.

## طاقم التمثيل
- نيكولاس كيج
- ديان كروغر
- جوستين بارثا
- جون فويت
- هارفي كيتل

## القصة
بنيامين جيتس يجب أن تتبع فكرة ترك جون ويلكس بوث مذكرات لإثبات البراءة سلفا في اغتيال أبراهام لينكولن

## الميزانية والإيرادات
بلغت تكلفة إنتاج الفيلم حوالي 130 مليون دولار بينما حقق أرباحا تقدر بـ 457,364,600 دولار.

## وصلات خارجية
- الكنز الوطني: كتاب الأسرار على موقع IMDb (الإنجليزية)
- الكنز الوطني: كتاب الأسرار على موقع ميتاكريتيك (الإنجليزية)
- الكنز الوطني: كتاب الأسرار على موقع روتن توميتوز (الإنجليزية)
- الكنز الوطني: كتاب الأسرار على موقع نتفليكس (الإنجليزية)
- الكنز الوطني: كتاب الأسرار على موقع قاعدة بيانات الأفلام العربية
- الكنز الوطني: كتاب الأسرار على موقع ألو سيني (الفرنسية)
- الكنز الوطني: كتاب الأسرار على موقع Turner Classic Movies (الإنجليزية)
- الكنز الوطني: كتاب الأسرار على موقع أول موفي (الإنجليزية)
- الكنز الوطني: كتاب الأسرار على موقع بوكس أوفيس موجو (الإنجليزية)
- الكنز الوطني: كتاب الأسرار على موقع فيلمافينيتي (الإسبانية)

1. ↑  "معلومات عن الكنز الوطني: كتاب الأسرار على موقع elfilm.com". elfilm.com. مؤرشف من الأصل في 2018-03-29.
2. ↑  "معلومات عن الكنز الوطني: كتاب الأسرار على موقع boxofficemojo.com". boxofficemojo.com. مؤرشف من الأصل في 2019-07-14.
3. ↑  "معلومات عن الكنز الوطني: كتاب الأسرار على موقع movie.walkerplus.com". movie.walkerplus.com. مؤرشف من الأصل في 2019-05-14.